# FM 음원
FM 음원은 주파수 변조(Frequency Modulation)를 이용하는 소리를 합성하는 방식을 말한다.
오실레이터가 여러 개의 사인(sine)파를 발생시켜 다시 이를 변형시키는 과정을 통해 소리를 만들어 낸다. 이때 이러한 변형 과정을 수행하는 장치를 오퍼레이터라고 부른다. 이 오퍼레이터는 여러 가지 형태의 파형들을 합성해 새로운 형태의 파형들을 합성해 새로운 형태의 파형을 만드는 역할을 한다.
이 기술은 1967~1968년 미국 스탠퍼드 대학교의 John Chowning가 발견해 1975년 특허를 취득했으며 나중에 야마하에서 라이선스를 받는다. FM 음원은 80년대 야마하의 초기 디지털 신시사이저의 기초가 되었으며 1983년 발매한 DX7 신서사이저가 그 대표이다. 또 야먀하의 FM 음원 칩은 게임기나 사운드 카드, 휴대전화 등에 널리 쓰여 상업적으로도 성공하였다.
FM 음원이 만들어 내는 소리에 대해서 현악기나 관악기 재생력은 좋은 반면 타악기는 음질이 떨어진다는 의견이 있지만 실제 악기들의 소리를 기준으로 했을 때의 이야기로 테크노나 전자 음악처럼 개성있는 소리를 표현하기에는 적합한 음원이라 할 수 있다.
1995년 스탠퍼드 대학교의 FM 특허 시효가 종료되었다.

## FM 음원칩

### OPL
- YM3526(OPL) : 2op 9 채널 또는 6 채널 + 리듬5 채널
- Y8950 : 2op 9 채널 또는 6 채널 + 리듬5 채널, ADPCM 1 채널, MSX-AUDIO에 사용
- YM2413(OPLL) : 2op 9 채널 또는 6 채널 + 리듬5 채널, 내장음색 15개 + 사용자 지정음색 1개, MSX와 세가 마스터 시스템에서 사용
- YM3812/FM1312(OPL2) : 2op 9 채널 또는 6 채널 + 리듬5 채널, 애드립과 사운드 블래스터에서 사용, YM3526과 호환성이 있다.
- YMF262M(OPL3)
  - 2op 스테레오 18 채널 또는 15 채널 + 리듬5 채널
  - 4op 스테레오 6 채널 + 2op 6 채널 또는 4op 6 채널 + 2op 3 채널 + 리듬5 채널
  - 사운드 블래스터 프로2를 비롯하여 많은 사운드 카드에 사용되었다.
- YMF278B-F/YMF278B-S(OPL4)
  - YMF262M의 모든 기능 내장, PCM24음 동시 발음, 최대 512 음색
  - 웨이브 샘플링 주파수 44.1KHz로 8비트, 12비트, 16비트 선택 가능
  - 음성출력채널은 각각 16단계로 설정 가능
  - 외부 메모리는 ROM, SRAM을 접속 가능, 용량 32M비트
  - 1M비트, 4M비트, 8M비트, 16M비트용 채널ip select 신호 출력 가능
  - 음성출력 6 채널, YAC513(DAC), YSS225(이펙터) 접속 가능
  - QFP 80핀(YMF278B-F), QFP 100핀(YMF278B-S)

### OPN
- YM2203(OPN) : 4op 스테레오 3 채널 + PSG(AY-3-8910) 3 채널 / FM1 채널은 음성합성모드로 사용 가능 + 노이즈1 채널, PC-8801과 PC-9801 등 일본 컴퓨터와 오락실 게임기에 주로 사용
- YM2608(OPNA) : 4op 스테레오 6 채널 + 리듬6 채널 + PSG3 채널 + ADPCM1 채널 + 노이즈1 채널, YM2203호환, PC-8801과 PC-9801에 사용
- YMF288 : 4op 스테레오 6 채널+리듬6 채널+ PSG3 채널 + 노이즈1 채널, YM2608일부호환 ,PC-9821에 사용
- YM2610(OPNB) : 4op 스테레오 4 채널+ PSG3 채널 + ADPCM6+1 채널 + 노이즈1 채널, 네오지오에 사용
- YM2612(OPN2)/YM3438(OPN2C) : 4op 스테레오 6 채널, 메가 드라이브와 FM TOWNS에 사용

### OPM
- YM2151(OPM) : 4op 스테레오 8 채널, X68000과 오락실 게임기에 사용
- YM2164(OPP) : 4op 스테레오 8 채널, DX21, DX27, DX100, 707등에 사용

### OPZ
YM2414(OPZ) : 4op 스테레오 8 채널, 야마하 신서사이저 V2등에 사용, OPZII는 16 채널 증가

### OPX
- YMF271F(OPX)
  - 2op, 3op, 4op 선택 가능.
  - 7종류의 FM 내장 프리셋, 외부 메모리에 PCM 웨이브 사용 가능.
  - YSS225(이펙터)와 연결 가능
  - 8, 12비트 PCM 12음, 8MB 메모리 연결 가능
  - 44.1KHz 4 채널 출력, QFP 128핀

### 휴대 전화용
- YMU757(MA-1) : 2op 4 채널
- YMU759(MA-2) : 4op 8 채널 또는 2op 16 채널 + 4bitADPCM(4k/8khz) 1 채널, 스테레오
- YMU762(MA-3) : 4op 8 채널 또는 2op 16 채널 + 웨이브테이블 8 채널 + PCM/ADPCM(4∼48kHz) 2 채널, 스테레오
- YMU765(MA-5) : FM은 MA-3와 동일, 웨이브테이블 채널 증가, 동시발음 64
- YMU786/790/791(MA-7/7D/7i)
  - MA-5에 3D이펙트, 리버브등을 추가, 여러 개의 파일 동시 재생(4파일), 동시발음 128
  - YMU786 : 아날로그 출력(믹서, 헤드폰 앰프) 내장
  - YMU790 : YMF786의 아날로그 출력을 제거
  - YMU791 : YMF786에 ADC, 마이크, 라인 입력, 리시버 앰프 등을 추가

### 기타
- YMF292F(SEGA 315-5687) SCSP(SEGA Custom Sound Processor)
  - 세가 새턴, ST-V, Model3에 사용.
  - 8, 16비트 PCM 44KHz 재생
  - 32 채널 FM (4op 8 채널) 또는 32 채널 PCM
  - 야마하 FH-1 DSP 내장
  - 리버브, 에코, 딜레이, 피치, 코러스, 보이스캔슬, 이퀄라이저, 오디오 믹서
  - 4M비트 DRAM 접속 가능(사운드 CPU 68EC000용건 프로그램, PCM 사운드 데이터, DSP)
  - DMA, MIDI인터페이스 내장(입력 1 채널, 출력 1 채널)

## 같이 보기
- 칩튠
- 전자 음악
- 사운드 카드
- 사운드 칩
- 비디오 게임 음악

## 참고 문헌
- Chowning, J. (1973). “The Synthesis of Complex Audio Spectra by Means of Frequency Modulation” (PDF). 《Journal of the Audio Engineering Society》 21 (7).
- Chowning, John; Bristow, David (1986). 《FM Theory & Applications - By Musicians For Musicians》. Tokyo: Yamaha. ISBN 4-636-17482-8.
- Dodge, Charles; Jerse, Thomas A. (1997). 《Computer Music: Synthesis, Composition and Performance》. New York: Schirmer Books. ISBN 0-02-864682-7.
- Kreh, Martin (2012), “Bessel Functions” (PDF), 《The Pennsylvania State University》, 5–6쪽, 2017년 11월 18일에 원본 문서 (PDF)에서 보존된 문서, 2014년 8월 22일에 확인함
- Roads, Curtis (1996). 《The Computer Music Tutorial》. MIT Press. ISBN 978-0-262-68082-0.